# Тунде Адениджи
Тунде Аденижи (роден на 5 март 1996 г. в Акуре, Нигерия) е нигерийски футболист на Левски (София). Играе като централен нападател.

## Кариера
Аденижи започва кариерата си в родината си с екипа на Райсинг Старс. Става голмайстор на отбора и помага за спечелената промоция за елита през 2013 г. Същата година преминава в друг отбор от родината си – Съншайн Старс, където вкарва 42 гола за 71 мача.
На 17 февруари 2016 г. след дълги преговори успешно преминава медицински прегледи и подписва за 3 години с Левски София.  На 2 март 2016 г. прави официален дебют за новия си тим при домакинското нулево равенство срещу Монтана. На 7 август 2016 вкарва и първия си гол за Левски при равенството 2:2 като гост на Локомотив (Пловдив)